# Луи-Жозеф дьо Монкалм
Луи-Жозеф дьо Монкалм-Гозон, маркиз дьо Сен Веран (на френски: Louis Joseph de Montcalm-Gozon, Marquis de Montcalm; * 28 февруари 1712, Ним, Франция; † 14 септември 1759, Квебек, Канада) е френски военачалник, командир на френските войски в Северна Америка по време на Седемгодишната война.

## Произход и ранни години
Монкалм е роден в семейството на Луи-Даниел дьо Монкалм и Мария-Тереза дьо Пиер.
През 1727 г. постъпва във френската армия, а през 1729 г. получава капитанско звание. След смъртта на баща си става маркиз на Сен-Веран, наследявайки всички права и привилегии на титлата му. С положението си той се жени за богата благородница и има щастлив брак с 12 деца.
Луи-Жозеф участва във войните за полското (1733 – 1735) и австрийското (1740 – 1748) наследство. През 1743 г. получава чин полковник. Ранен е и попада в плен в битката при Пиаченца през 1746 г., като е освободен след няколко месеца. Ранен е повторно през 1748 г., малко преди края на войната.
В течение на седем години (1749 – 1756) живее в провинцията с пенсия от 2000 ливри (към 1753 г.) и се занимава с възпитаване на деца и инспекции в полка си от време на време.

## Участие в Седемгодишната война
През 1756 г. Луи-Жозеф е назначен за командир на френските войски в Северна Америка.
По време на първите години от Френската и индианска война (северноамериканският театър на Седемгодишната война) провежда много успешни военни операции срещу британските войски, като например обсадата на форт Осуиго на брега на река Онтарио и отказва капитулацията на британците, тъй като английските войници не са достатъчно смели. През 1757 г. превзема форт Уилям Хенри по южното крайбрежие на езерото Джордж.
През 1758 г. побеждава петкратно превъзхождащия противник в битката при форт Карийон, проявявайки изключителен професионализъм и огромни лидерски качества. В края на войната ръководи отбраната на крепостта Квебек, а на 13 септември 1759 г. е смъртоносно ранен в битката при Авраамови поля, поради което армията му се предава и англичаните спечелват войната. Когато му казват, че смъртта му е неизбежна, той отвръща:
| „ | Нека да е така. Аз съм щастлив, че не видях как Квебек капитулира. | “ |

Умира на 14 септември 1759 г. в полевата болница на брега на река Сейнт Чарлз, близо до Квебек.